# Кум (град)
Вижте пояснителната страница за други значения на Кум.
Кум, също и Ком или Гом (на персийски: قم‎; ɢom), е град в Иран, административен център на едноименната провинция Кум.
Той е религиозен център и свещен град на шиитския ислям.
Ислямският богословски университет на Кум е известен в Европа най-вече с аятолах Рухолах Хомейни.

## Личности
- Хосейн Али Монтазери (1922 – 2009), велик аятолах
- Аламе Табатабай (1892 – 1981), шиитски философ
- Махмуд Талегани (1911/1914 – 1979), шиитски теолог